# 小笠原直樹
小笠原 直樹（おがさわら なおき、1951年7月18日 - 2021年3月3日）は、日本のジャーナリスト、実業家。秋田県横手市出身。秋田魁新報社の社長などを務めた。

## 来歴
秋田県横手市に生まれる。秋田県立横手高等学校、中央大学を卒業。1975年（昭和50年）に秋田魁新報社（本社：秋田市）に入社し、社会部長、論説副委員長などを経て2003年に同社の取締役編集局長、2007年常務取締役編集局長に任じられた。2009年（平成21年）から2019年（平成31年）まで同社の代表取締役社長を務めた。2021年（令和3年）3月3日、外耳道がんのため秋田市内の病院で死去した。死去時点での役職は、同社の相談役であった。
また、2014年から2020年まで秋田経済同友会代表幹事、2010年から2015年まで秋田県交通安全協会長、2009年から2019年まで秋田県書道連盟会長、2010年から秋田県レクリエーション協会の会長、2015年以降は秋田県体育協会（2020年、秋田県スポーツ協会に改称）会長などを務めて地域経済・地域文化に貢献し、2014年から2019年までは共同通信社理事会副会長であった。